# PGC 65543
PGC 65543 ist eine Spiralgalaxie vom Hubble-Typ Sa im Sternbild Indianer, welche etwa 634 Millionen Lichtjahre von der Milchstraße entfernt ist und einen Durchmesser von etwa 85.000 Lichtjahren besitzt.
Diese Ranken aus hellem Gas entstehen durch einen Prozess, der als Staudruck-Stripping bezeichnet wird, und ihre Ähnlichkeit mit baumelnden Tentakeln hat die Astronomen dazu veranlasst, JO175 als eine „Quallengalaxie“ zu bezeichnen.